# Ponderació de probabilitat inversa
La ponderació de probabilitat inversa és una tècnica estadística per calcular estadístiques estandarditzades per a una pseudopoblació diferent d'aquella en què es van recollir les dades. Els dissenys d'estudi amb una població de mostreig dispar i una població d'inferència objectiu (població objectiu) són habituals en aplicació. Pot haver-hi factors prohibitius que impedeixin als investigadors fer mostres directament de la població objectiu, com ara el cost, el temps o les preocupacions ètiques. Una solució a aquest problema és utilitzar una estratègia de disseny alternativa, per exemple, el mostreig estratificat. La ponderació, quan s'aplica correctament, pot millorar potencialment l'eficiència i reduir el biaix dels estimadors no ponderats.
Un estimador ponderat molt primerenc és l'estimador de la mitjana de Horvitz–Thompson. Quan es coneix la probabilitat de mostreig, de la qual s'extreu la població de mostreig de la població objectiu, s'utilitza la inversa d'aquesta probabilitat per ponderar les observacions. Aquest enfocament s'ha generalitzat a molts aspectes de l'estadística sota diversos marcs. En particular, hi ha probabilitats ponderades, equacions d'estimació ponderades i densitats de probabilitat ponderades de les quals es deriven la majoria de les estadístiques. Aquestes aplicacions van codificar la teoria d'altres estadístiques i estimadors, com ara els models estructurals marginals, la ràtio de mortalitat estandarditzat i l'algoritme EM per a dades aproximades o agregades.
La ponderació de probabilitat inversa també s'utilitza per tenir en compte les dades que falten quan els subjectes amb dades que falten no es poden incloure a l'anàlisi primària. Amb una estimació de la probabilitat de mostreig, o la probabilitat que el factor es mesuraria en una altra mesura, es pot utilitzar la ponderació de probabilitat inversa per inflar el pes dels subjectes que estan subrepresentats a causa d'un gran grau de dades que falten.

## Estimador ponderat de probabilitat inversa (IPWE)
L'estimador de ponderació de probabilitat inversa es pot utilitzar per demostrar la causalitat quan l'investigador no pot dur a terme un experiment controlat però ha observat dades per modelar. Com que se suposa que el tractament no s'assigna aleatòriament, l'objectiu és estimar el resultat contrafactual o potencial si a tots els subjectes de la població se'ls assigna qualsevol tractament.
Suposem que les dades observades són {\displaystyle \{{\bigl (}X_{i},A_{i},Y_{i}{\bigr )}\}_{i=1}^{n}} iid dibuixat (independent i distribuït de manera idèntica) de la distribució desconeguda P, on
- {\displaystyle X\in \mathbb {R} ^{p}} covariables.
- {\displaystyle A\in \{0,1\}} són els dos tractaments possibles.
- {\displaystyle Y\in \mathbb {R} } resposta.
- No assumim que el tractament s'assigna a l'atzar.

L'objectiu és estimar el resultat potencial, {\displaystyle Y^{*}{\bigl (}a{\bigr )}}, que s'observaria si se li assignés tractament al subjecte {\displaystyle a} . A continuació, compareu el resultat mitjà si a tots els pacients de la població se'ls assignava algun tractament: {\displaystyle \mu _{a}=\mathbb {E} Y^{*}(a)} . Volem estimar {\displaystyle \mu _{a}} utilitzant dades observades {\displaystyle \{{\bigl (}X_{i},A_{i},Y_{i}{\bigr )}\}_{i=1}^{n}}.